# Garland Jeffreys (album)
| Recensione              | Giudizio |
| ----------------------- | -------- |
| AllMusic                | [ 1 ]    |
| Robert Christgau        | B+       |
| Dizionario del Pop-Rock | [ 3 ]    |
| 24.000 dischi           | [ 4 ]    |

Garland Jeffreys è il primo album solista di Garland Jeffreys pubblicato nel febbraio 1973 da Atlantic Records in formato LP.

## Tracce
Lato A
Testi e musiche di Garland Jeffreys.
1. Ballad of Me – 2:55
2. Harlem Bound – 3:48
3. Calcutta Monsoon – 4:52
4. Bound to Get Ahead Someday – 3:43
5. Lovelight – 4:16

Lato B
Testi e musiche di Garland Jeffreys.
1. She Didn't Lie – 5:50
2. True to Me – 2:25
3. Eggs – 5:03
4. Zoo – 2:15
5. Midnite Cane – 4:05

## Formazione
- Garland Jeffreys - voce, chitarra acustica
- Alan Freedman - chitarra
- Richard Davis - basso
- Winsted Grenham - batteria
- Paul Griffin - pianoforte, organo Hammond, harmonium
- Denzil Laing - percussioni
- Hux Brown - chitarra elettrica
- Winston Wright - pianoforte
- Geoffrey Chung - chitarra elettrica
- Jackie Jackson - basso
- Jimmy Johnson - batteria
- Chris Osborne - slide guitar, chitarra
- John Simon - pianoforte
- David Bromberg - dobro
- Neville Hinds - organo Hammond
- Chuck Rainey - basso
- Bernard Purdie - batteria
- Ralph MacDonald - percussioni, congas
- Dr. John - pianoforte, organo Hammond
- Mike Mainieri - vibrafono
- Larry Packer - viola, violino
- David Newman - sassofono tenore
- Donald Brooks - armonica
- Patti Austin, Lori Burton, Adam Miller, The Persuasions, Albertine Robinson, Maeretha Stewart - cori

Note aggiuntive
- Michael Cuscuna e Garland Jeffreys - produttori
- Registrazioni effettuate al Record Plant di New York
- Roy Cicala - ingegnere delle registrazioni
- Jack Douglas e Dennis Ferrante - ingegneri delle registrazioni aggiunti
- Brano: Bound to Get Ahead Someday, registrato al Dynamic Sound di Kingston, Jamaica
- Carleton Lee - ingegnere delle registrazionu (brano: Bound to Get Ahead Someday)
- Steve Levitt - fotografie
- Anne Abelman - design album
- Ringraziamenti speciali a: Alan Freedman, Roy Cicala, Michael Cuscuna, Joe Dorn, Elizabeth Knox e Kathy Moore
- Album dedicato a Frank Baker[6]